# Sund (commune de Trosa)
Pour les articles homonymes, voir Sund.
Sund est une localité de Suède dans la commune de Trosa située dans le comté de Södermanland.
Sa population était de 381 habitants en 2019.